# De Litteraire Gids
De Litteraire Gids was het letterkundige maandblad van Gerben Colmjon en Lex Verbraeck, die samen in Den Haag tevens De Litteraire Boekhandel dreven.
Het tijdschrift verscheen van 1926 tot 1940. De besprekingen gingen zowel over buitenlandse letteren als proza en poëzie van eigen bodem. De redacteuren schuwden de polemiek niet. Een enkele keer ontstond er ophef als er een nummer verscheen: zo plaatste G.H. Pannekoek Jr. in diverse kranten een ingezonden brief, nadat een kennis hem erop had gewezen dat er een interview van zijn hand was geplaatst. Pannekoek was zich van geen kwaad bewust en verklaarde openlijk 'nimmer een regel in De Litteraire Gids te hebben geschreven en nooit den heer Colmjon te hebben gesproken'.